# Aberdeen F.C.
Aberdeen Football Club – klub piłkarski z siedzibą w Aberdeen w Szkocji, obecnie grający w Scottish Premiership, najwyższej klasie rozgrywkowej w kraju. Przydomki klubu to „The Dons”, „The Reds” i „The Dandies”, a główną barwą – czerwony. Aberdeen gra mecze na Pittodrie Stadium, posiadającym 22 199 krzesełek. Największe sukcesy klub odnosił pod wodzą sir Alexa Fergusona w latach 80. ubiegłego stulecia.
Największym rywalem z racji położenia geograficznego i walki o prymat w lidze za czasów Fergusona jest Dundee United – oba zespoły określa się jako New Firm (w opozycji do Old Firm), a ich mecze – New Firm Derby.

## Sukcesy

### Krajowe
- Mistrzostwo Szkocji (4): 1954/55, 1979/80, 1983/84, 1984/85
- Puchar Szkocji (8): 1946/47, 1969/70, 1981/82, 1982/83, 1983/84, 1985/86, 1989/90, 2024/25
- Puchar Ligi Szkockiej (6): 1955/56, 1976/77, 1985/86, 1989/90, 1995/96, 2013/14

### Międzynarodowe
- Puchar Zdobywców Pucharów (1): 1982/83
- Superpuchar Europy (1): 1983

## Menedżerowie
- Jimmy Philip (1903-1924)
- Patrick Travers (1924-1937)
- Dave Halliday (1938-1955)
- Dave Shaw (1955-1959)
- Tommy Pearson (1959-1965)
- Eddie Turnbull (1965-1971)
- Jimmy Bonthrone (1971–1975)
- Ally McLeod (1975-1977)
- Billy McNeill (1977-1978)
- Alex Ferguson (1978-1986)
- Ian Porterfield (1986-1988)
- Alex Smith i Jocky Scott (1988-1992)
- Willie Miller (1992-1995)
- Roy Aitken (1995-1997)
- Alex Miller (1997-1998)
- Paul Hegarty (1998-1999)
- Ebbe Skovdahl (1999-2002)
- Steve Paterson (2002-2004)
- Jimmy Calderwood (2004-2009)
- Mark McGhee (2009–2010)
- Craig Brown (2010-2013)
- Derek McInnes (2013-2021)
- Stephen Glass (2021-2022)
- Jim Goodwin (2022-2023)
- Barry Robson (2023-2024)
- Peter Leven (2024-2024)
- Neil Warnock (2024-2024)
- Peter Leven (2024-2024)
- Jimmy Thelin (2024-2024)

## Skład w sezonie 2015/2016
stan na 5 września 2015
| Nr | Poz. | Piłkarz          |
| -- | ---- | ---------------- |
| 2  | BR   | Shay Logan       |
| 3  | OB   | Graeme Shinnie   |
| 4  | OB   | Andrew Considine |
| 5  | OB   | Ash Taylor       |
| 6  | OB   | Mark Reynolds    |
| 7  | PO   | Kenny McLean     |
| 8  | PO   | Willo Flood      |
| 9  | NA   | Adam Rooney      |
| 10 | NA   | Niall McGinn     |
| 11 | PO   | Jonny Hayes      |
| 14 | NA   | Cammy Smith      |

| Nr | Poz. | Piłkarz                                      |
| -- | ---- | -------------------------------------------- |
| 15 | PO   | Barry Robson                                 |
| 16 | PO   | Peter Pawlett                                |
| 17 | NA   | David Goodwillie                             |
| 18 | OB   | Paul Quinn                                   |
| 19 | BR   | Danny Ward (wyp. z Liverpool FC)             |
| 20 | BR   | Scott Brown                                  |
| 22 | PO   | Ryan Jack (kapitan)                          |
| 23 | PO   | Craig Storie                                 |
| 24 | OB   | Michael Rose                                 |
| 27 | PO   | Scott Wright                                 |
| 32 | NA   | Josh Parker (wypożyczony z FK Crvena zvezda) |
| 43 | NA   | Ryan McLaughlin (wypożyczony z Liverpool FC) |

## Producenci strojów i sponsorzy na koszulkach
| Okres     | Producent stroju | Sponsor na koszulkach |
| --------- | ---------------- | --------------------- |
| 1976–1977 | Bukta            | none                  |
| 1978–1979 | Admiral          | none                  |
| 1979–1987 | Adidas           | none                  |
| 1987–1990 | Umbro            | JVC                   |
| 1990–1993 | Umbro            | Abtrust               |
| 1993–1994 | Umbro            | A-Fab                 |
| 1994–1996 | Umbro            | Northsound Radio      |
| 1996–1997 | Umbro            | Living Design         |
| 1997–1998 | Puma             | Living Design         |
| 1998–2001 | Puma             | Atlantic Telecom      |
| 2001–2004 | Le Coq Sportif   | A-Fab                 |
| 2004–2006 | Nike             | ADT                   |
| 2006–2008 | Nike             | Apex Tubulars         |
| 2008–2011 | Nike             | Team Recruitment      |
| 2011–2014 | Adidas           | Team Recruitment      |